# Нови кејнзијанизам
Нови кејнизијанизам је специфична мешавина нове класичне економије и кејнзијанизма. Од нове класичне економије предузета је теорија рационалних очекивања, а од кејнзијанизма хипотеза о ригидности цена и надница. Тржиште је под утицајем тзв. „институционалне ригидности“, као што су: екстерни трошкови, монополитичка конкуренција, информационе асиметрије итд. Институционалне ригидности условљавају принудну незапосленост која се испољава преко агрегатне понуде, због чега се државна интервенција усмерава на отклањање ригидности, посебо екстерних трошкова, а не на стимулисање агрегатне тражње.